# Мокрицький Георгій Павлович
Гео́ргій Па́влович Мокри́цький (28 січня 1952, м. Житомир — 26 грудня 2021, м. Житомир) — письменник, український історик-краєзнавець, журналіст, фотохудожник, видавець.

## Життєпис
Народився в родині житомирських інтелігентів.
У 1974 році отримав вищу освіту — закінчив Житомирський сільськогосподарський інститут. Спочатку працював лектором і референтом товариства «Знання», згодом — журналістом обласної молодіжної газети «Комсомольська зірка» та районної газети «Зоря комунізму». У пострадянський час — відповідальний секретар обласної газети «Житомирський вісник».
Втім не редакційна робота цікавила Георгія Павловича. Весь свій вільний час він проводив в архівах Житомира, Києва, Львова, Москви, Санкт-Петербурга. У 1983 році з його ініціативи у міськвиконкомі було створено комісію з топоніміки, яку він очолював протягом багатьох років. На початку 1990-х років інститут історії НАН України схвалив розроблену ним концепцію удосконалення топонімічного ландшафту Житомира. Журналіст і дослідник ініціював увічнення пам'яті видатних земляків: Івана Фещенка-Чопівського, Олександра Шумського, Олега Ольжича, В'ячеслава Липинського, Михайла Скорульського, Михайла Усановича та ін. На свій гонорар за архітектурно-краєзнавчий нарис «Житомир» Георгій Павлович встановив пам'ятну дошку на будинку, у якому у 1918 році працювала Центральна Рада УНР на чолі з Михайлом Грушевським.
Видавнича діяльність Георгія Павловича почалась ще в товаристві «Знання». У 1994 р. він став завідувачем видавничим відділом КП «Журфонд» Житомирської обласної організації Спілки журналістів України. У 1997 році дружина Г. П. Мокрицького заснувала приватне краєзнавче видавництво «Волинь», у якому він працював головним редактором, а згодом — і директором. Саме у цьому видавництві вийшла у світ цікава краєзнавча література: «Історія трудових колективів Житомирщини», «Пам'ятки рідного міста», «На карті Житомира», «Видатні постаті Житомирщини».
Входив до складу Правління Житомирської обласної організації Національної спілки краєзнавців України.
Разом зі своїм давнім товаришем Сергієм Глабчуком краєзнавець випустив кольоровий фотоальбом «Житомир», у якому текст подано одразу на шести мовах. Георгій Павлович виступив автором книг для юнацтва: «Розповіді про Житомир» та «Абетка. Житомир».
Науковий краєзнавчий доробок автора в цілому становить більше 60 книг, біля тисячі статей і монографію про видатного ботаніка Володимира Липського (у співавторстві з ботаніком Д. М. Доброчаєвою).
Тривалий час Георгій Павлович Мокрицький жив та працював у своєму рідному місті Житомирі.
Помер 26 грудня 2021 року в Житомирі. Церемонія прощання відбулася 29 грудня в Свято-Михайлівському соборі Житомира.

## Нагороди та відзнаки
У липні 1993 року Г. Мокрицькому було присвоєно звання «Заслужений журналіст України».
Крім того, він є володарем нагороди «За заслуги перед містом» II та III ступенів, а також членом Національної спілки архітекторів України, почесним членом Національної спілки краєзнавців України, головою обласної організації Українського Товариства охорони пам'яток історії та культури, почесним президентом Малої Академії Краєзнавців, яка працює на базі обласної бібліотеки для дітей Житомирської обласної ради за Програмою «Глобальні бібліотеки в Україні».
Указом Президента України № 336/2016 від 19 серпня 2016 року нагороджений ювілейною медаллю «25 років незалежності України».

## Окремі праці
- Абетка. Житомир / Г. П. Мокрицький; худож. Н. Шмідт. — Житомир: Журфонд-Рута, 1996. — 64 с.
- Будинок державного банку: історія будівлі на вул. Б. Лятошинського, 5 та банківських установ. Кн. 17 / Г. П. Мокрицький, Г. Л. Махорін. — Житомир: Волинь, 2002. — 32 с. — (Пам'ятки рідного міста).
- Вежа на Пушкінській: до 100-річчя Житомирського водопроводу / Г. П. Мокрицький. — Житомир: Волинь, 1998. — 48 с. — (Пам'ятки рідного міста. Кн. 6).
- Водопровід Житомира: 100 років історії: іст.-краєзн. ілюстр. нарис / Г. П. Мокрицький]. — Житомир: Волинь, 1999. — 96 с. — (Історія підприємств Житомирщини; вип. 9). — ISBN 966-7390-35-7.
- Вулиці Житомира / Г. П. Мокрицький; худож. В. Кондратюк та ін. — Житомир: Волинь, 2007. — 640 с. — (Енциклопедія Житомира; кн. 1). — ISBN 966-690-84-Х.
- Європейський Житомир і міста навколо = European Zhytomyr and the towns around: фоторозповідь / Г. П. Мокрицький; пер. рос. мовою О. Гуцалюк; пер. англ. мовою Т. Кобзар; фото Г. Мокрицького, М. Заброцького. — Житомир: Волинь, 2012. — 76 с. — ISBN 978-966-690-148-7.
- Житомир: архіт.-краєзн. ілюстрований путівник-довідник / Г. П. Мокрицький; за ред. авт.; пер. англ. О. Табунщика; фотознімки авт. — Житомир: Волинь, 2007. — 224 с.
- Житомирське музичне училище ім. В. С. Косенка: сторінки історії: 1905—2005: історико-краєзн. фоторозповідь / упоряд. Е. Б. Дишнієва-Набедрик, Г. П. Мокрицький. — Житомир: Волинь, 2005. — 140 с. — (Історія трудових колективів Житомирщини. Кн. 15). — ISBN 966-690-100-5.
- Житомирське трамвайно-тролейбусне управління: 100 років трамвайному руху: іст.-краєзн. нарис / Г. П. Мокрицький; за заг. ред. С. І. Кутішенка; фотоілюстр. Г. П. Мокрицького]. — Житомир: Волинь, 1999. — 144 с. — (Історія підприємств Житомирщини). — ISBN 966-7390-54-3.
- Житомирський технологічний коледж: сторінки історії: від ремісничої школи до вузу: іст.-краєзн. ілюстр. нарис / Г. П. Мокрицький, В. П. Стельмашенко; відп. ред. В. П. Стельмашенко. — Житомир: Волинь, 2001. — 256 с. — (Історія трудових колективів Житомирщини; кн. 12).
- Кафедральный Преображенский собор: 125 лет истории: архит.-краевед. очерк / Г. Мокрицкий; фото Г. П. Мокрицкого. — Житомир: Волинь, 2000. — 48 с. — (Пам'ятки рідного міста; кн. 10). — ISBN 966-7390-64-0.
- Лютеранська кірха у Житомирі: іст.- краєзн. нарис / Г. П. Мокрицький. — Житомир: Волинь, 2002. — 52 с. — (Пам'ятки рідного міста; кн. 16). — укр., нім., англ., рос. мовами. — ISBN 966-690-009-2.
- Пам'ятки Житомира: енциклопедія: пам'ятки археології, історії та монументального мистецтва / за заг. ред. Г. Мокрицького. — Житомир: Волинь, 2009. — 243 с. — (Енциклопедія Житомира; т. 2, кн. 1). — ISBN 966-690-105-Х.
- Покровська церква на Каракульній, 6 = Pokrovska church in Zhytomyr: архіт.-краєзн. нарис / Г. П. Мокрицький, В. Я. Лазунов; пер. англ. І. М. Гадзевича. — Житомир: Волинь, 2001. — 52 с. — (Пам'ятки рідного міста; кн. 14). — ISBN 966-7390-86-1.
- Поштовий зв'язок на Житомирщині: сторінки історії: від перших поштових станцій до дирекції «Укрпошти» / К. А. Мартинюк, Г. П. Мокрицький, О. С. Нечипорук. — Житомир: Волинь, 2007. — 427 с. — (Історія трудових колективів Житомирщини; кн. 18).
- Преображенський кафедральний собор у Житомирі / М. Ю. Костриця, Г. П. Мокрицький. — Київ: Техніка, 2004. — 142 с. — (Національні святині України). — ISBN 966-575-137-9.
- Розповіді про Житомир: вісімнадцять оповідок-екскурсій старим і новим Житомиром: читанка і путівник для дітей та дорослих / Г. П. Мокрицький; худож. В. І. Кондратюк. — Вид. 4-те, допов. і переробл. — Житомир: Волинь, 2009. — 24 с. — ISBN 978-966-8162-57-2.
- Трамвай Житомира: екскурс у 100-річну історію / Г. П. Мокрицький. — Житомир: Волинь, 1999. — 64 с. — (Пам'ятки рідного міста; кн. 9). — ISBN 966-7390-51-9.
- Цікава Житомирщина: ілюстрована туристична енциклопедія у 4 т. — Т.1. — Житомир: Волинь, 2011. — 323 с.